# Постоленко Сергій Олександрович
Сергі́й Олекса́ндрович Постоле́нко — солдат Збройних сил України, 28-а механізована бригада.
Солдат-контрактник, у зоні бойових дій з березня 2014-го. Брав участь в обороні Луганського аеропорту, боях за Амвросіївку, Савур-могилу, Іловайськ — виходили з оточення без наказу керівництва, чим, вважає, багатьом врятовано життя.

## Нагороди
31 жовтня 2014 року за особисту мужність і героїзм, виявлені у захисті державного суверенітету та територіальної цілісності України, вірність військовій присязі під час російсько-української війни, відзначений — нагороджений орденом «За мужність» III ступеня.